# Ulommainen Vaarainkari
Ulommainen Vaarainkari är en ö i Finland. Den ligger i Bottenviken och i kommunen Karleby i den ekonomiska regionen  Karleby i landskapet Mellersta Österbotten, i den nordvästra delen av landet. Ön ligger omkring 10 kilometer nordöst om Karleby och omkring 420 kilometer norr om Helsingfors.
Öns area är 1,4 hektar och dess största längd är 180 meter i sydöst-nordvästlig riktning. I omgivningarna runt Ulommainen Vaarainkari växer i huvudsak blandskog.